# براندون فلاورز
براندون فلاورز (بالإنجليزية: Brandon Flowers)‏ هو لاعب كرة قدم أمريكية أمريكي، ولد في 18 فبراير 1986 في دلراي بيتش في الولايات المتحدة.

## وصلات خارجية
- براندون فلاورز على موقع مرجع كرة القدم المحترفة.كوم (الإنجليزية)